# Skate America 2006
Navigation
Édition précédente Édition suivante
Le Skate America est une compétition internationale de patinage artistique qui se déroule aux États-Unis au cours de l'automne. Il accueille des patineurs amateurs de niveau senior dans quatre catégories: simple messieurs, simple dames, couple artistique et danse sur glace.
Le vingt-cinquième Skate America est organisé du 26 au 29 octobre 2006 au Civic Center de Hartford dans le Connecticut. Il est la première compétition du Grand Prix ISU senior de la saison 2006/2007.

## Résultats

### Messieurs
| Rang    | Nom                  | Pays        | Points | Programme court | Programme court | Programme libre | Programme libre |
| ------- | -------------------- | ----------- | ------ | --------------- | --------------- | --------------- | --------------- |
| 1       | Nobunari Oda         | Japon       | 231.39 | 1               | 81.80           | 2               | 149.59          |
| 2       | Evan Lysacek         | États-Unis  | 221.09 | 3               | 70.35           | 1               | 150.74          |
| 3       | Alban Préaubert      | France      | 212.67 | 2               | 73.80           | 3               | 138.87          |
| 4       | Kevin Van Der Perren | Belgique    | 178.52 | 5               | 63.43           | 5               | 115.09          |
| 5       | Sergei Davydov       | Biélorussie | 175.72 | 6               | 60.91           | 7               | 114.81          |
| 6       | Scott Smith          | États-Unis  | 173.08 | 8               | 58.25           | 6               | 114.83          |
| 7       | Sergey Voronov       | Russie      | 173.03 | 9               | 56.40           | 4               | 116.63          |
| 8       | Ryan Bradley         | États-Unis  | 172.29 | 4               | 64.44           | 9               | 107.85          |
| 9       | Christopher Mabee    | Canada      | 163.16 | 7               | 58.35           | 10              | 104.81          |
| 10      | Karel Zelenka        | Italie      | 161.95 | 10              | 53.31           | 8               | 108.64          |
| 11      | Yasuharu Nanri       | Japon       | 150.36 | 12              | 49.20           | 11              | 101.16          |
| Abandon | Nicholas Young       | Canada      |        | 11              | 49.72           |                 |                 |

### Dames
| Rang | Nom               | Pays       | Points | Programme court | Programme court | Programme libre | Programme libre |
| ---- | ----------------- | ---------- | ------ | --------------- | --------------- | --------------- | --------------- |
| 1    | Miki Ando         | Japon      | 192.59 | 2               | 66.74           | 1               | 125.85          |
| 2    | Kimmie Meissner   | États-Unis | 177.78 | 3               | 58.82           | 2               | 118.96          |
| 3    | Mao Asada         | Japon      | 171.23 | 1               | 68.84           | 4               | 102.39          |
| 4    | Sarah Meier       | Suisse     | 169.01 | 4               | 57.60           | 3               | 111.41          |
| 5    | Emily Hughes      | États-Unis | 147.34 | 5               | 57.42           | 6               | 89.92           |
| 6    | Mai Asada         | Japon      | 138.29 | 6               | 48.66           | 7               | 89.63           |
| 7    | Kiira Korpi       | Finlande   | 132.93 | 8               | 42.98           | 5               | 89.95           |
| 8    | Mira Leung        | Canada     | 128.07 | 7               | 44.34           | 8               | 83.73           |
| 9    | Valentina Marchei | Italie     | 116.81 | 9               | 42.92           | 9               | 73.89           |
| 10   | Michelle Cantu    | Mexique    | 108.04 | 10              | 37.38           | 11              | 70.66           |
| 11   | Katy Taylor       | États-Unis | 106.07 | 11              | 34.66           | 10              | 71.41           |

### Couples
| Rang | Nom                                     | Pays       | Points | Programme court | Programme court | Programme libre | Programme libre |
| ---- | --------------------------------------- | ---------- | ------ | --------------- | --------------- | --------------- | --------------- |
| 1    | Rena Inoue / John Baldwin               | États-Unis | 169.90 | 1               | 59.28           | 2               | 110.62          |
| 2    | Dorota Zagórska / Mariusz Siudek        | Pologne    | 161.47 | 4               | 50.34           | 1               | 111.13          |
| 3    | Naomi Nari Nam / Themistocles Leftheris | États-Unis | 161.32 | 2               | 57.32           | 3               | 104.00          |
| 4    | Anabelle Langlois / Cody Hay            | Canada     | 153.63 | 3               | 55.86           | 4               | 97.77           |
| 5    | Maria Mukhortova / Maksim Trankov       | Russie     | 141.31 | 5               | 49.02           | 5               | 92.29           |
| 6    | Tiffany Vise / Derek Trent              | États-Unis | 131.19 | 7               | 46.86           | 6               | 84.33           |
| 7    | Elena Efaieva / Alexei Menshikov        | Russie     | 130.53 | 6               | 48.68           | 7               | 81.85           |
| 8    | Dominika Piątkowska / Dmitri Khromin    | Pologne    | 123.21 | 8               | 44.58           | 8               | 78.63           |

### Danse sur glace
| Rang | Nom                                 | Pays        | Points | Danse imposée | Danse imposée | Danse originale | Danse originale | Danse libre | Danse libre |
| ---- | ----------------------------------- | ----------- | ------ | ------------- | ------------- | --------------- | --------------- | ----------- | ----------- |
| 1    | Albena Denkova / Maxim Staviski     | Bulgarie    | 201.58 | 1             | 39.19         | 1               | 62.27           | 1           | 100.12      |
| 2    | Melissa Gregory / Denis Petukhov    | États-Unis  | 180.98 | 2             | 35.02         | 2               | 55.61           | 2           | 90.35       |
| 3    | Nathalie Péchalat / Fabian Bourzat  | France      | 167.28 | 3             | 32.38         | 3               | 52.88           | 4           | 82.02       |
| 4    | Morgan Matthews / Maxim Zavozin     | États-Unis  | 164.94 | 5             | 29.95         | 4               | 51.05           | 3           | 83.94       |
| 5    | Sinead Kerr / John Kerr             | Royaume-Uni | 160.09 | 4             | 30.98         | 5               | 50.06           | 5           | 79.05       |
| 6    | Kimberley Navarro / Brent Bommentre | États-Unis  | 152.78 | 8             | 27.56         | 6               | 47.63           | 6           | 77.59       |
| 7    | Nozomi Watanabe / Akiyuki Kido      | Japon       | 149.27 | 6             | 29.79         | 8               | 44.37           | 7           | 75.11       |
| 8    | Alexandra Zaretski / Roman Zaretski | Israël      | 143.95 | 7             | 27.62         | 7               | 46.02           | 9           | 70.31       |
| 9    | Chantal Lefebvre / Arseni Markov    | Canada      | 142.87 | 10            | 25.15         | 9               | 43.34           | 8           | 74.38       |
| 10   | Natalia Mikhailova / Arkadi Sergeev | Russie      | 135.99 | 9             | 25.80         | 10              | 41.90           | 10          | 68.29       |
| 11   | Allie Hann-McCurdy / Michael Coreno | Canada      | 131.07 | 11            | 23.58         | 11              | 39.57           | 11          | 67.92       |

## Sources
- Résultats du Skate America 2006 sur le site de l'ISU
- Patinage Magazine N°105 (Hiver 2006/2007)